# فيلكوفيتس (تشيركاسكا)
فيلكوفيتس (Вільховець) هي مدينة في مقاطعة تشيركاسكا في أوكرانيا.
يبلغ عدد سكانها حوالي 2850 نسمة.